# Spare Rib
Spare Rib foi uma revista feminista contracultura do final da década de 1960 como consequência de reuniões envolvendo Rosie Boycott e Marsha Rowe. Hoje, Spare Rib é reconhecida como uma revista icônica, e um lugar que deu forma ao debate sobre o feminismo no Reino Unido. Ela continha novas contribuições escritas e criativas que desafiavam os estereótipos e apoiavam soluções coletivas. A revista existiu entre 1972 e 1993.

## História

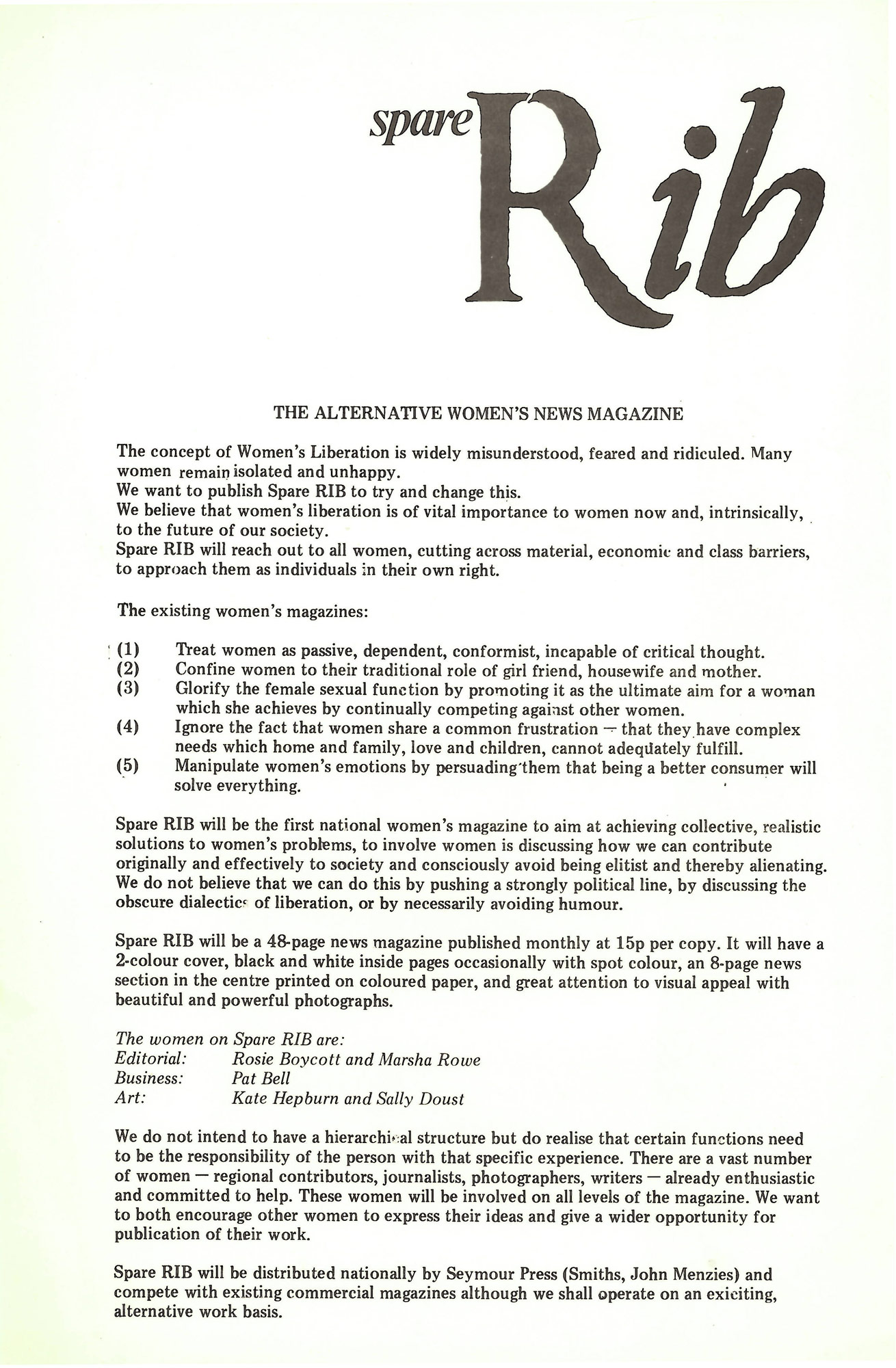
Os fundadores da Spare Rib estabeleceram o recorde direto sobre a Libertação das Mulheres. Eles procuraram chegar a todas as mulheres e em seu manifesto eles explicam o que estava errado com as revistas de mulheres contemporâneas e como sua alternativa ofereceria soluções realistas para os problemas experimentados pelas mulheres - Veja mais em:

A primeira edição da Spare Rib foi publicada em junho de 1972 com o propósito de investigar e apresentar alternativas aos tradicionais papéis de gênero para mulheres virgens, esposas ou mães. Sendo divulgada amplamente por grupos de mulheres e redes, vendeu primeiramente cerca de 20.000 cópias por mês.
O nome “Spare Rib” começou como uma piada, com seu jogo de palavras sobre a Eva bíblica formada a partir da costela de Adão, o que implica que uma mulher não tinha independência do início dos tempos. O Manifesto da Spare Rib declarou:
| “ | O conceito de Libertação das Mulheres é amplamente mal compreendido, temido e ridicularizado, muitas mulheres permanecem isoladas e infelizes, queremos publicar o Spare Rib para tentar mudar isso. Nós acreditamos que a libertação das mulheres é de vital importância para elas agora e, intrinsecamente, para o futuro da nossa sociedade, a Rib alcançará todas as mulheres, atravessando barreiras materiais, econômicas e de classe, abordando-as como indivíduos por direito próprio. | ” |

Os primeiros artigos estavam intimamente ligados à teorias políticas de esquerda da época, especialmente o anti-capitalismo e a exploração das mulheres como consumidoras através da moda. As capas eram frequentemente de um design impressionante.
Como o movimento das mulheres evoluiu durante os anos 70, a revista tornou-se um foco para o debate entre os muitos córregos que emergiram dentro do movimento, como o feminismo socialista, feminismo radical, feminismo revolucionário, feminismo lésbico, feminismo liberal e feminismo negro. Os temas incluíam: "orgasmo libertador", "racismo pia de cozinha", anorexia e a prática de mutilação genital feminina. Os debates que se seguiram foram frequentemente amargos e a revista refletiu os debates, por vezes turbulentos dentro do coletivo, sobre a melhor forma de abordar questões como a sexualidade e o racismo.
Sofrendo dos efeitos da queda das assinaturas e das receitas publicitárias, a Spare Rib deixou de ser publicada em 1993. Em abril de 2013 foi anunciado pelo The Guardian que a revista devia ser relançada e posteriormente anunciado que, enquanto uma revista e site foram lançados, agora teriam um nome diferente.
Em maio de 2015, a British Library colocou seu arquivo completo de Spare Rib online. O arquivo é apresentado com novas visões sobre temas curados por comentaristas especialistas. O site da British Library descreve o valor da Spare Rib para leitores e pesquisadores atuais:
| “ | Spare Rib foi a maior revista feminista do Movimento de Libertação da Mulher na Grã-Bretanha das décadas de 1970 e 1980. A trajetória da Spare Rib traçou o surgimento e o fim do Movimento de Libertação das Mulheres e como consequência, é de interesse para historiadores feministas, acadêmicos e ativistas e para aqueles que estudam movimentos sociais e história da mídia. | ” |